# Obereopsis semiflava
Obereopsis semiflava là một loài bọ cánh cứng trong họ Cerambycidae.